# Cryptopimpla brevis
Cryptopimpla brevis är en stekelart som beskrevs av Mao-Ling Sheng 2005. Cryptopimpla brevis ingår i släktet Cryptopimpla och familjen brokparasitsteklar. Inga underarter finns listade i Catalogue of Life.